# Zentrales Arbeitslager Jaworzno
Das Zentrale Arbeitslager Jaworzno (polnisch: Centralny Obóz Pracy w Jaworznie, COP Jaworzno) war ein 1945 bis 1949 auf dem Gelände des vormaligen SS-Arbeitslager Neu-Dachs zwischen Jaworzno und Dąbrowa Narodowa betriebenes Gefangenenlager für angebliche „Volksfeinde“ (wrogowie narodu) der Volksrepublik Polen.
Im Februar 1945 wurde das Lager zunächst vom NKWD in Besitz genommen, und dann vom polnischen Ministerium für Öffentliche Sicherheit übernommen und in Zentrales Arbeitslager umbenannt. Dabei wurde die Inschrift über dem Tor „Arbeit macht frei“ ersetzt durch „Praca uszlachetnia człowieka“ („Arbeit adelt den Menschen“). Die Wachen waren Soldaten des Inneren Sicherheitskorps (Korpus Bezpieczeństwa Wewnętrznego).
Vom NKWD wurde der sowjetische NKWD-Offizier Ivan Mordasov als Kommandant eingesetzt. Der erste Kommandant unter Leitung des polnischen Ministeriums für Öffentliche Sicherheit war bis Oktober 1945 Leutnant Włodzimierz Staniszewski, dann Kapitan Stanisław Kwiatkowski. Im April 1948 übernahm Teofil Hazelmajer die Leitung das Lagers und ab Februar 1949, also nach der sogenannten „Ukrainische Periode“ Kapitän Salomon Morel, der davor für seine Grausamkeiten im Arbeitslager Zgoda in Świętochłowice bekannt wurde.
Nach den unvollständigen offiziellen Zahlen starben 1.535 Personen zwischen 1945 und 1947, 972 davon bei einer Typhusepidemie. Nebenlager gab es in Chrusty und Libiąż.

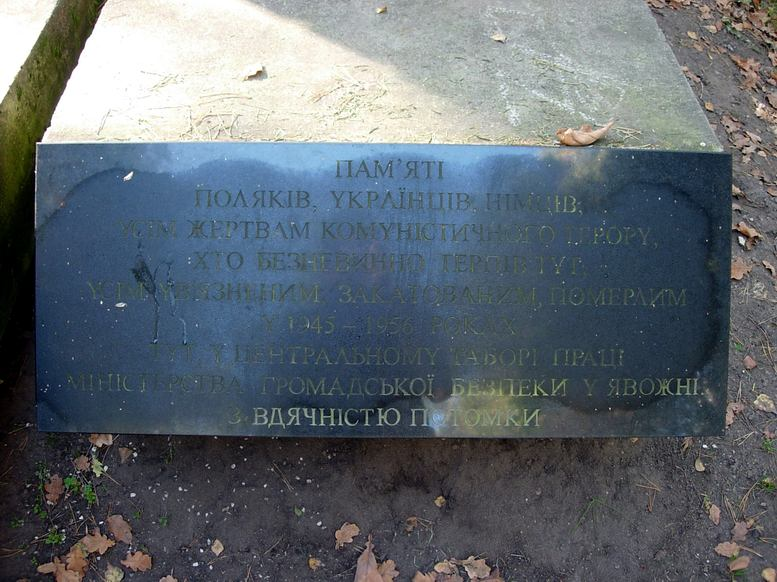
Gedenkinschrift auf Ukrainisch